# Saudi Stock Exchange
La Saudi Stock Exchange (Tadāwul) è la principale borsa valori dell'Arabia Saudita, situata nella capitale Riad. È stata fondata nel 2007 ed è una tra le borse più grandi del mondo, con una capitalizzazione di mercato superiore a 3 trilioni di dollari statunitensi a novembre 2023.